# Manuel García (padre)
Manuel García (nome originario completo: Manuel del Pópulo Vicente Rodríguez), spesso indicato dalla musicologia italiana, per distinguerlo dal figlio, come Manuel García padre (Siviglia, 21 gennaio 1775 – Parigi, 10 giugno 1832) è stato un tenore, compositore, impresario teatrale e maestro di canto spagnolo.

## Biografia

### Gli inizi in Spagna
García fu uno dei protagonisti della scena lirica europea dell'inizio del XIX secolo.
Nacque a Siviglia nel 1775 e fu battezzato, nella chiesa di Santa Maria Maddalena, con il nome di Manuel del Pópulo Vicente Rodríguez. Sulle vicende relative all'acquisizione del suo cognome definitivo di García esistono versioni differenti: secondo una tradizione storica, sarebbe rimasto orfano di padre a pochi mesi e avrebbe acquisito il cognome del secondo marito della madre; secondo ricerche più recenti, "García" sarebbe stato in effetti il secondo cognome del nonno paterno, Diego Rodríguez-García, deceduto verso il 1760, e sarebbe stato ripristinato per il piccolo in onore dell'antenato. Come che sia, sono destituite di fondamento le leggende circa una sua infanzia tribolata, da orfano o figlio illegittimo, e tutto lascia pensare invece ad una normale vita di famiglia a Siviglia, fino ad almeno quattordici anni d'età, quando il suo nome scompare dagli elenchi censuari della parrocchia di Santa Maria Maddalena. e a Siviglia, il piccolo iniziò, per così dire, la sua carriera canora entrando a far parte a sei anni del coro della cattedrale, dove acquisì i primi rudimenti dell'insegnamento della musica e del canto, ad opera di Antonio Ripa e di Juan Almarcha. L'inizio di una carriera vera e propria si ebbe invece, intorno al 1792, a Cadice, come autore ed esecutore di tonadillas, sorta di operine tipiche spagnole che ricordavano gli intermezzi italiani di inizio secolo. A Cadice García concluse anche il suo primo matrimonio, con la cantante Manuela Morales (1776-1836). Il debutto nell'opera maggiore si ebbe invece a Madrid nel 1799 come Lindoro nella Nina di Paisiello. Dopo una breve parentesi di inizio secolo a Malaga, García tornò a Madrid assumendo anche il suo primo incarico di tipo impresariale presso il Teatro Coliseo de los Caños del Peral, incarico che si affiancava ovviamente a quello di primo tenore. Per questo teatro García continuò anche la sua attività di compositore, e qui, nel 1805, videro la luce il suo monodramma comico, El poeta calculista, e l'opereta, El cautiverio aparente, che riscossero un clamoroso e duraturo successo. L'aria "Yo que soy contrabandista", proveniente dal primo, divenne popolare in Europa e servì trent'anno dopo a Liszt come spunto per il suo Rondeau fantastique (S.252).

### La grande carriera europea
Dopo essere stato nominato "compositore del Teatro del Príncipe", a Madrid, senza peraltro riuscire ad assumere materialmente la carica, nel 1807 si trasferì a Parigi per esibirsi nel Théâtre des Italiens, dove debuttò nel 1808 con il ruolo di Gualtiero nella Griselda di Paër.

#### Italia
Seguì quindi un nuovo trasferimento, nel 1811, in Italia. García partecipò alla stagione autunnale del Teatro Carignano, a Torino, dove cantò in Camilla di Ferdinando Paër (Conte Loredano), Le nozze di Figaro di Wolfgang A. Mozart (Conte d’Almaviva), L’ingiusta critica alle donne ossia Il portantino di Adolfo Bassi (Fernando), Ser Marcantonio di Stefano Pavesi (Medoro). Giunse quindi a Napoli, dove era stato scritturato da Barbaja per i Teatri Reali, e dove sarebbe restato fino al 1816: in questo periodo, dopo aver usufruito dei fondamentali insegnamenti del vecchio tenore e ora maestro di canto Giovanni Ansani, la cui scuola risaliva forse addirittura a Niccolò Porpora, cambiò gradualmente il suo repertorio. García, infatti, era inizialmente un tenore di mezzo carattere votato al genere comico, ma, grazie al vigore interpretativo che lo contraddistingueva, poteva affrontare, con opportune modifiche, anche parti di baritono come il Conte delle Nozze mozartiane. A Napoli si accostò gradualmente al repertorio "serio". Per quanto Andrea Nozzari, baritenore, fosse il principale tenore di forza nella compagnia di canto dei Reali Teatri di Napoli, García cantò personaggi di carattere drammatico in opere serie di un gran numero di compositori coevi e fu, in particolare, il primo Achille nell'Ecuba dello sfortunato Manfroce (1812), il primo Egeo nella Medea in Corinto di Mayr (1813), e, soprattutto, il primo Norfolk nell'Elisabetta, Regina d'Inghilterra all'esordio di Rossini nell'opera seria a Napoli (1815). Va considerato che solo a Napoli García  ebbe occasione di portare in scena lavori scritti da altri compositori per la sua voce. L'unica occasione di questo genere fuori della capitale del Regno delle Due Sicilie venne quando per Gioacchino Rossini, all'inizio del 1816, creò a Roma il ruolo di Almaviva nella prima esecuzione de Il barbiere di Siviglia. Durante il suo soggiorno napoletano, García continuò anche la sua attività di compositore ed al San Carlo videro la luce alcune sue opere, a cui prese parte anche come cantante: Il califfo di Bagdad (1813), appartenente al genere comico, e Jella e Dallaton (1814), appartenente invece al genere serio, inoltre la cantata Diana ed Endimione (1814), in cui esordì la giovanissima figlia Maria Felicia, poi nota come Maria Malibran. Diversamente da quanto a lungo ritenuto, dopo il Barbiere dato a Roma, García non lasciò l'Italia, ma tornò per qualche mese a Napoli riprendendo le mansioni di Primo tenore di Camera e di Cappella della corte borbonica diretta da Giovanni Paisiello, che ebbe per il tenore spagnolo la massima stima. Proprio Paisiello, tra l'altro, intervenne perché García ottenesse il permesso di recarsi a Roma per il Barbiere. La partenza da Napoli avvenne nell'aprile del 1816. Il registro dei passaporti riporta che la meta sua e della sua famiglia era "l'America": ciò attesta che egli aveva intenzione di varcare l'Oceano Atlantico circa dieci anni prima di quando riuscì effettivamente a farlo. Un altro avvenimento importante del soggiorno italiano di García fu l'aggregazione alla prestigiosa Accademia Filarmonica di Bologna, avvenuta il 25 novembre del 1813 senza che egli fosse presente, poiché egli la richiese come cantante e non come compositore, quindi senza che vi fosse necessità di una prova pratica.

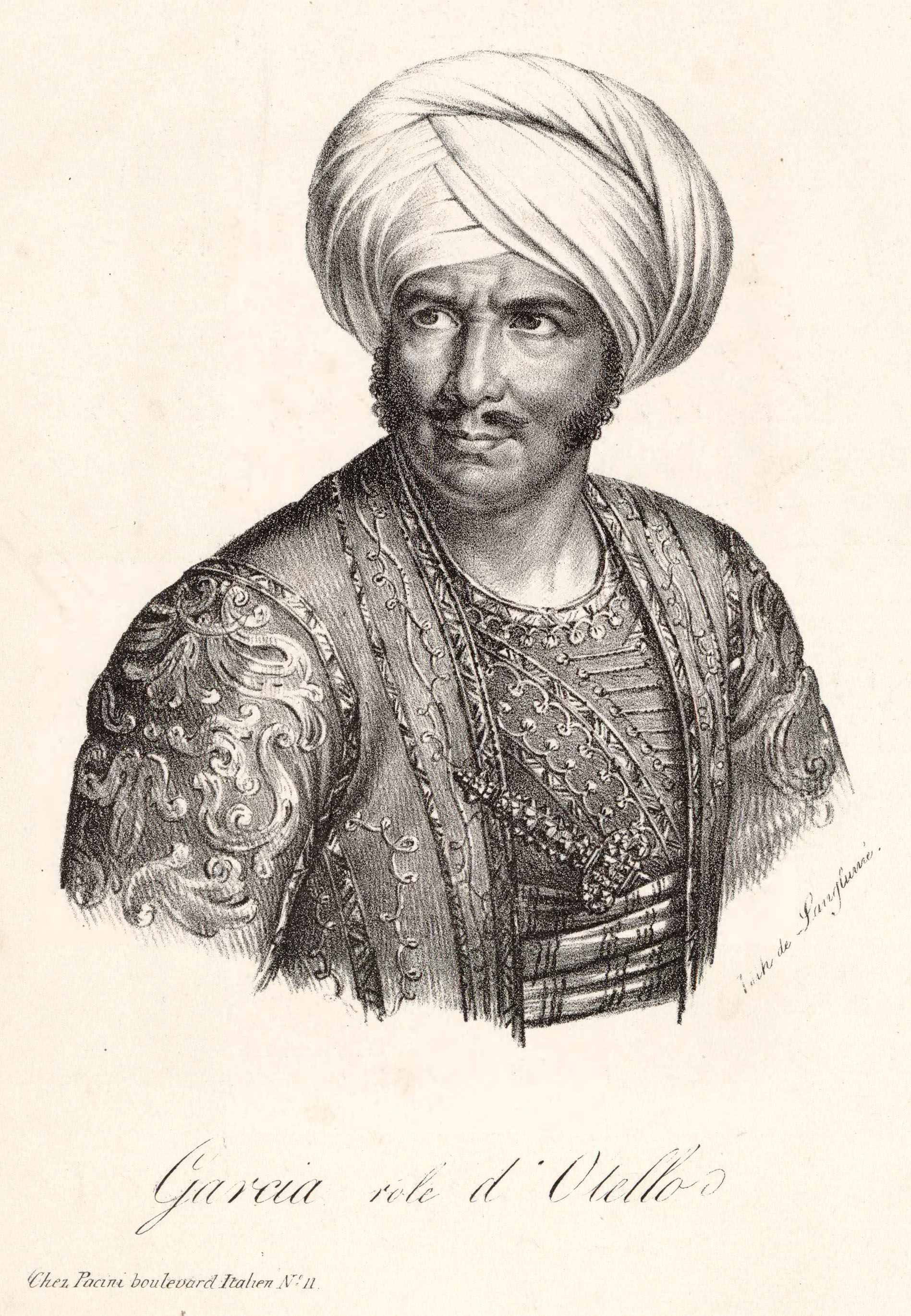
García nei panni del protagonista
nell'Otello di Rossini

#### Parigi e Londra
Tornò quindi a Parigi al Théâtre des Italiens dal 1816 al 1824: durante questo periodo, il più fulgido della sua carriera, egli si esibì, anche a Londra, sia in ruoli di baritenore, serio (soprattutto Otello) e di "mezzo carattere" (Paolino ne Il matrimonio segreto di Domenico Cimarosa), sia, con qualche aggiustamento, in ruoli di tenore contraltino (Lindoro ne L'italiana in Algeri), e perfino come baritono nel repertorio mozartiano (protagonista del Don Giovanni e Conte di Almaviva ne Le nozze di Figaro). Continuò altresì, a pieno ritmo, la sua carriera di compositore e opere da lui musicate furono messe in scena all'Opéra-Comique (Le prince d'occasion, 1817, e Les deux contrats de mariage, 1824), al Théâtre des Italiens (Il fazzoletto, 1820), al Gymnase Dramatique (La meunière, 1821), oltre che nel tempio maggiore dell'Académie Royale de Musique (Opéra) (La mort du Tasse, 1821, soprattutto, e Florestan, ou Le conseil des Dix, 1822). A Parigi egli si affermò anche come valente maestro di canto. In tale veste, riuscì a convincere il riluttante primo tenore dell'Opéra, Louis Nourrit, a permettere al figlio Adolphe di intraprendere, sotto i suoi insegnamenti, una fulgida carriera canora, e si dedicò in particolare ai propri eredi: la figlia di primo letto Josefa (1803-1850), e i due maggiori nati dal secondo matrimonio, Manuel, la cui fama come didatta avrebbe superato quella del padre, e Maria, poi passata alla storia con il cognome Malibran. Ebbe inoltre tra i suoi allievi anche il futuro soprano donizettiano Henriette Méric-Lalande. Nel 1824, aprì un'accademia di canto a Londra e pubblicò anche un saggio dal titolo Exercises and Method for Singing.

### Latournéeamericana
Nel 1825 l'intraprendente García formò una compagnia di canto su base principalmente familiare e si imbarcò con essa alla volta degli Stati Uniti. Della compagnia facevano parte, tra gli altri, oltre a lui stesso e ai due figli citati, la seconda moglie Joaquina Sitchez (1780-1854), detta "la Briones", e i bassi di lungo corso, Paolo Rosich e Carlo Angrisani. La compagnia mise in scena i primi spettacoli operistici italiani in assoluto, a New York, e si spostò poi anche in altre città nordamericane, programmando sia opere rossiniane sia lavori nuovi dello stesso García, nonché il Giulietta e Romeo di Zingarelli. Ne Il barbiere di Siviglia, ad esempio, i ruoli della famiglia García erano così distribuiti: il patriarca interpretava la parte di Almaviva, "la Briones" quella di Berta, Manuel figlio quella di Figaro, e Maria quella di Rosina (Rosich e Angrisani erano rispettivamente Don Bartolo e Don Basilio). In America si trovava allora pure, emigrato, l'ultrasettantenne librettista mozartiano, Lorenzo Da Ponte, il quale riuscì ad ottenere che la compagnia mettesse in cartellone anche il Don Giovanni, e quest'opera ebbe quindi la sua prima americana, alla presenza del librettista, il 23 maggio 1826, con García nel ruolo del protagonista, la Briones come Donna Elvira, Maria come Zerlina, Manuel Jr. come Leporello, Angrisani come Masetto e Rosich come Commendatore.
Nel biennio 1827-1828, dopo essere stata abbandonata da Maria che aveva approfittato dell'offerta di matrimonio da parte dell'anziano banchiere Eugène Malibran per sottrarsi all'oppressiva tutela paterna, la compagnia si spostò in Messico, dove García fu anche costretto a tradurre in spagnolo le opere che rappresentava, e dove comunque avrebbe voluto stabilirsi permanentemente.

### Gli ultimi anni a Parigi
Sennonché successivi disordini politici lo indussero, nel 1829, a rientrare a Parigi, dove fu di nuovo accolto con calore. La sua voce cominciava però ormai a dare segni di deterioramento ed egli diede l'addio alle grandi scene con un'ultima rappresentazione del suo ruolo forse preferito, l'Otello di Rossini. Mai cessando di comporre, ed anche continuando ad apparire su palcoscenici minori "a dispetto dei suoi capelli bianchi" («Revue Musicale», marzo 1831), egli si dedicò quindi di nuovo all'insegnamento, attività per la quale sembrava essere particolarmente portato, coinvolgendo questa volta la figlia più piccola, Pauline, che avrebbe anch'essa conquistato gran fama in Europa, e non solo come cantante, con il cognome maritale di Viardot. Dopo essere apparso un'ultima volta sul palcoscenico, in un ruolo buffo, nell'agosto del 1831, García morì il 10 giugno dell'anno successivo e fu seppellito nel cimitero di Père-Lachaise. L'orazione funebre fu tenuta da François-Joseph Fétis, che "lo ricordò soprattutto come compositore, lamentando che i suoi lavori migliori rimanessero non pubblicati, così com'è del resto ancor vero tutt'oggi". Il retaggio del suo insegnamento nel campo dell'arte lirica, comunque, per il tramite dei figli, cantanti e didatti del canto, sarebbe rimasto vivo e fecondo fin ben addentro al XX secolo.

### Famiglia
Dal primo matrimonio con Manuela Morales, al secolo Manuela Aguirre Pacheco, ebbe due figli maschi, deceduti da bambini, e due femmine, una delle quali, la già ricordata Josefa, si sarebbe fatta in seguito una certa rinomanza come cantante, con il cognome da sposata di Ruiz (o meglio di Ruiz García), esibendosi anche ripetutamente a fianco della sorellastra Maria Malibran.
Dalla seconda moglie Joaquina Stiches ebbe altri tre figli, già precedentemente citati, Manuel, Maria e Pauline.

## Caratteristiche artistiche
Nonostante le sue origini spagnole, Manuel García rappresenta, nella storia del canto, l'esempio tipico del tenore di stile italiano dell'inizio del XIX secolo. Secondo John Potter, fu soprattutto dopo la sua venuta in Italia nel 1812 e l'incontro con “il molto rispettato tenore e maestro di canto Giovanni Ansani, che egli acquisì le abilità che lo avrebbero reso capace di misurarsi con Rossini. Ansani gli insegnò come far arrivare al pubblico, e forse come acquisire, quel suono più ampio che Mozart aveva riconosciuto nei cantanti italiani fin dal 1770, e presumibilmente gli trasmise quel rigore pedagogico che gli avrebbe consentito di insegnare a sua volta con tanta efficacia”. In effetti la sua voce era, secondo Fétis, "di tenore profondo", cioè a dire, possedeva quelle caratteristiche baritonaleggianti che erano tipiche del tenore italiano barocco e neoclassico, il quale è stato conseguentemente spesso in seguito definito come "baritenore".
García possedeva peraltro un'estensione vocale veramente ragguardevole: se da un lato era in grado di affrontare, come già detto, anche ruoli da vero e proprio baritono, le parti scritte per lui da Rossini sono tendenzialmente più acute di quelle scritte per altri baritenori come Andrea Nozzari o Domenico Donzelli, e, secondo una testimonianza di Paolo Scudo, sarebbe stato lui, e non Gilbert-Louis Duprez, il primo in grado di emettere il cosiddetto do di petto: egli non lo eseguì comunque mai in pubblico ed è lecito dubitare che uno con la sua formazione potesse apprezzare in qualche modo un simile urlo "da cappone strozzato", come poi lo avrebbe definito Rossini. Pur nella sua estensione verso la zona acuta, García non era certamente un tenore contraltino e, quando affrontava il ruolo di Lindoro nell'Italiana in Algeri, di fronte alla tessitura acutissima e alla scrittura prevalentemente sillabica dell'aria di sortita "Languir per una bella", egli preferiva abbassarla di un tono e mezzo, eseguendola in do maggiore, anziché in mi bemolle.
La sua tecnica di emissione era sopraffina e gli assicurava capacità virtuosistiche eccezionali, con una vocalizzazione fluente e rapida e un trillo di forza di grande effetto. Dominava con notevole efficacia anche l'emissione in falsetto, al punto che, in una delle sue tonadillas, El poeta calculista, era prevista l'esecuzione di un duetto con sé stesso in cui alternava il canto come tenore a quello come soprano.
Personalità bizzarra, ed anche violenta, dispotico nella vita perfino nei confronti dei figli, egli trasportò qualcosa del suo carattere sulle scene, rendendo memorabili le sue interpretazioni di Otello e Don Giovanni, ma riuscendo pure a tenere a freno la sua esuberanza e ad assicurare il prefetto controllo dello stile, cosa che fece del suo mozartiano Conte di Almaviva, un autentico grande di Spagna, altero ed elegante.
Della sua attività come compositore non son rimaste invece tracce altrettanto significative.

## Ruoli creati e interpretazioni significative
L'elenco seguente non è esaustivo, ma è inteso a riportare i momenti più significativi della carriera di Manuel García dopo il suo arrivo in Italia. Con il simbolo (*) sono indicate le prime assolute, mentre il simbolo (**) è utilizzato per le prime rappresentazioni cittadine o teatrali, o comunque per altre rappresentazioni significative.
- L'Almanacco di Gherardo Casaglia, su almanac-gherardo-casaglia.com. (già pubblicato su Amadeusonline.net)

| Ruolo                | Titolo dell'opera                                              | Genere dell'opera                                   | Autore                    | Teatro                                            | Data prima esecuzione   |
| -------------------- | -------------------------------------------------------------- | --------------------------------------------------- | ------------------------- | ------------------------------------------------- | ----------------------- |
| Achille              | Ifigenia in Aulide                                             | tragedia-opera (2° versione) [eseguita in italiano] | Christoph Willibald Gluck | Real Teatro San Carlo di Napoli                   | 15 agosto 1812 (**)     |
| Achille              | Ecuba                                                          | tragedia per musica                                 | Nicola Antonio Manfroce   | Real Teatro San Carlo di Napoli                   | 13 dicembre 1812 (*)    |
| Gaulo                | Gaulo ed Oitona                                                | dramma serio per musica                             | Pietro Generali           | Real Teatro San Carlo di Napoli                   | 9 marzo 1813 (*)        |
| Califfo Isauun       | Il califfo di Bagdad                                           | opera comica                                        | Manuel García             | Real Teatro San Carlo di Napoli                   | 8 novembre 1813 (*)     |
| Egeo                 | Medea in Corinto                                               | melodramma tragico (1° versione)                    | Simone Mayr               | Real Teatro San Carlo di Napoli                   | 28 novembre 1813 (*)    |
| Endimione            | Diana ed Endimione                                             | cantata                                             | Manuel García             | Real Teatro San Carlo di Napoli                   | 9 febbraio 1814 (*)     |
| Almaviva             | Le nozze di Figaro                                             | opera buffa                                         | Wolfgang Amadeus Mozart   | Teatro del Fondo della Separazione di Napoli      | marzo 1814 (**)         |
| Alceo                | Partenope                                                      | festa teatrale                                      | Giuseppe Farinelli        | Real Teatro San Carlo di Napoli                   | 15 agosto 1814 (*)      |
| Don Rodrigo          | Donna Caritea, regina di Spagna                                | dramma serio per musica                             | Giuseppe Farinelli        | Real Teatro San Carlo di Napoli                   | 16 settembre 1814 (*)   |
| Dallaton             | Jella e Dallaton, o sia La donzella di Raab                    | opera seria                                         | Manuel García             | Real Teatro San Carlo di Napoli                   | 4 novembre 1814 (*)     |
| Ermindo              | La gelosia corretta                                            | commedia per musica                                 | Michele Carafa            | Teatro dei Fiorentini di Napoli                   | carnevale 1815 (*)      |
| Enrico V             | La gioventù di Enrico Quinto                                   | opera                                               | Ferdinand Hérold          | Teatro del Fondo della Separazione di Napoli      | 5 gennaio 1815 (*)      |
| Ataliba              | Cora                                                           | opera seria                                         | Simone Mayr               | Real Teatro San Carlo di Napoli                   | 27 marzo 1815 (*)       |
| Norfolk              | Elisabetta, regina d'Inghilterra                               | dramma per musica                                   | Gioachino Rossini         | Real Teatro San Carlo di Napoli                   | 4 ottobre 1815 (*)      |
| Almaviva             | Almaviva ossia L'inutile precauzione (Il barbiere di Siviglia) | dramma comico                                       | Gioachino Rossini         | Teatro della Torre Argentina di Roma              | 20 febbraio 1816 (*)    |
| Lindoro              | L'italiana in Algeri                                           | melodramma buffo                                    | Gioachino Rossini         | Salle Louvois du Théâtre-Italien di Parigi        | 1º febbraio 1817 (**)   |
| Torvaldo             | Torvaldo e Dorliska                                            | dramma lirico semiserio                             | Gioachino Rossini         | Salle Louvois du Théâtre-Italien di Parigi        | 21 novembre 1820 (**)   |
| Giocondo             | La pietra del paragone                                         | melodramma giocoso (revisione)                      | Gioachino Rossini         | Salle Louvois du Théâtre-Italien di Parigi        | 5 aprile 1821 (**)      |
| Otello               | Otello ossia Il moro di Venezia                                | dramma tragico per musica (1° versione)             | Gioachino Rossini         | Salle Louvois du Théâtre-Italien di Parigi        | 5 giugno 1821 (**)      |
| Norfolk              | Elisabetta regina d'Inghilterra                                | dramma per musica                                   | Gioachino Rossini         | Salle Louvois du Théâtre-Italien di Parigi        | 10 marzo 1822 (**)      |
| Florestan            | Florestan ou Le conseil des dix                                | opéra                                               | Manuel García             | Théâtre de l'Académie Royale de Musique di Parigi | 26 giugno 1822 (*)      |
| Osiride              | Mosè in Egitto                                                 | azione tragico-sacra (3° versione)                  | Gioachino Rossini         | Salle Louvois du Théâtre-Italien di Parigi        | 20 ottobre 1822 (**)    |
| Ilo                  | Zelmira                                                        | dramma serio per musica (2° versione)               | Gioachino Rossini         | King's Theatre in the Haymarket di Londra         | 24 gennaio 1824 (**)    |
| Agorante             | Ricciardo e Zoraide                                            | dramma per musica (1° versione)                     | Gioachino Rossini         | King's Theatre in the Haymarket di Londra         | 24 marzo 1824 (**)      |
| Idreno               | Semiramide                                                     | melodramma tragico                                  | Gioachino Rossini         | King's Theatre in the Haymarket di Londra         | 15 luglio 1824 (**)     |
| Almaviva             | Il barbiere di Siviglia                                        | dramma giocoso                                      | Gioachino Rossini         | Park Theatre di New York                          | 29 novembre 1825 (**)   |
| Raimondo             | L'amante astuto                                                | opera comica                                        | Manuel García             | Park Theatre di New York                          | 29 dicembre 1825 (*)    |
| Argirio              | Tancredi                                                       | melodramma eroico                                   | Gioachino Rossini         | Park Theatre di New York                          | 31 dicembre 1825 (**)   |
| Otello               | Otello ossia Il moro di Venezia                                | dramma tragico per musica (1° versione)             | Gioachino Rossini         | Park Theatre di New York                          | 7 febbraio 1826 (**)    |
| Narciso              | Il turco in Italia                                             | dramma buffo per musica (opera buffa, 2° versione)  | Gioachino Rossini         | Park Theatre di New York                          | 14 marzo 1826 (**)      |
| Mennone              | La figlia dell'aria                                            | opera comica                                        | Manuel García             | Park Theatre di New York                          | 25 aprile 1826 (*)      |
| Don Giovanni         | Il dissoluto punito ossia Il Don Giovanni                      | opera buffa                                         | Wolfgang Amadeus Mozart   | Park Theatre di New York                          | 23 maggio 1826 (**)     |
| Ramiro               | La Cenerentola ossia La bontà in trionfo                       | melodramma giocoso                                  | Gioachino Rossini         | Park Theatre di New York                          | 27 giugno (?) 1826 (**) |
| Everardo Cappelli(o) | Giulietta e Romeo                                              | tragedia per musica                                 | Nicola Antonio Zingarelli | Park Theatre di New York                          | 26 luglio (?) 1826 (**) |
| Almaviva             | Il barbiere di Siviglia                                        | dramma giocoso                                      | Gioachino Rossini         | Teatro Coliseo Nuevo di Città del Messico         | 29 giugno 1827 (**)     |

## Composizioni
Il repertorio seguente è tratto da The New Grove Dictionary of Opera (voce su Manuel García, redatta da James Radomski), con eventuali specifiche tratte da altre fonti.
- Rappresentate
  - La maja y el majo (tonadilla, Madrid, 1798)[39]
  - La declaración (tonadilla, Madrid, 1799)[40]
  - El seductor arrepentido (opereta, Madrid, 1802)
  - Quien porfía mucho alcanza (opereta, Madrid, 1802)[40]
  - El luto fingido (opereta, Madrid, 1803)
  - El criado fingido (opereta, Madrid, 1804)[41]
  - El padrastro, o Quien a yerro mata a yerro muere (Madrid, 1804)
  - El poeta calculista (monodramma, Madrid, 1805)[42]
  - El cautiverio aparente (opereta, Madrid, 1805)
  - El preso (monodramma, Madrid, 1806)
  - Los lacónicos, o La trampa descubierta (opereta, Madrid, 1806)
  - Los ripios del maestro Adán (opereta, Madrid, 1807)
  - Il califfo di Bagdad (opera buffa, Napoli, 1813)[43]
  - Talla e Dallaton, o sia La donzella di Raab (opera seria, Napoli, 1814)
  - Le prince d'occasion (opéra-comique, Parigi, 1817)
  - Il fazzoletto (opera buffa, Parigi, 1820)
  - La mort du Tasse (tragédie lyrique, Parigi, 1821)[44]
  - La meunière (opera comica, Parigi, 1821)
  - Florestan, ou Le conseil des dix (opera, Parigi, 1822)
  - Les deux contrats de mariage (opera buffa, Parigi, 1824)
  - Astuzie e prudenza (Londra, 1825)
  - L'amante astuto (opera comica, New York, 1825)[32]
  - Il lupo d'Ostenda, o sia L'innocente salvato dal colpevole (New York, 1825)
  - La figlia del aria (New York, 1826)[36]
  - La buona famiglia  (New York, 1826)
  - El Abufar, ossia La famiglia araba (Città del Messico, 1827)
  - Un'ora di matrimonio (opera buffa, Città del Messico, 1827)
  - Zemira ed Azor (Città del Messico, 1827)
  - Acendi (Città del Messico, 1828)
  - El gitano por amor (Città del Messico, 1828)[45]
  - Los maritos solteros (Città del Messico, 1828)
  - Semiramis (Città del Messico, 1828)
  - Xaira (Città del Messico, 1828)
- Non rappresentate (o rappresentate in privato)
  - Un avvertimento ai gelosi
  - Le cinesi[46]
  - Il finto sordo
  - L'isola disabitata[47]
  - I tre gobbi
  - I banditi, o sia La foresta pericolosa
  - Don Chisciotte (opera buffa in due atti)[48]
  - La gioventù d'Enrico V
  - L'origine des Grâces
  - Le tre sultane
  - El Zapatero de Bagdad

### Altri riferimenti bibliografici
- (ES)  Manuel García, Caprichos líricos y Canciones españolas (Edición crítica de Celsa Alonso), 2 ed., Madrid, SGAE/ICCMU, 2003. ISBN 84-8048-103-X
- (ES)  Manuel García, La maja y el majo; La declaración; Quien porfía mucho alcanza; El poeta calculista (Edición crítica de Juan de Udaeta), Madrid, Iberautor/ICCMU, 2008. ISBN 979-0-692-19033-2